# 伊塔皮苏马
伊塔皮苏马是巴西伯南布哥州的一个市镇。总面积74.382平方公里，总人口23110人，人口密度310.7人/平方公里。